# Шаркан (река)
Шаркан — река в Удмуртии, протекает в Шарканском и Воткинском районах. Устье реки находится в 10 км по левому берегу реки Вотка в акватории Воткинского пруда. Длина составляет 50 км, площадь водосборного бассейна 371 км².
Средний уклон составляет 2,6 м/км. Ширина русла в среднем течении составляет 5 — 8 м, в низовьях 12 — 14 м, устье затоплено Воткинским прудом. Глубина собственно реки (не считая глубины пруда) составляет 0,5 — 1,5 м. Скорость течения составляет 0,3 — 0,5 м/сек.
На реке расположено село Шаркан, у которого устроен пруд.

## Притоки
- Правые — Малый Шаркан.
- Левые — Пислегшурка, Чужеговка, Сильвинка.

## Данные водного реестра
По данным государственного водного реестра России относится к Камскому бассейновому округу, водохозяйственный участок реки — Кама от Воткинского гидроузла до Нижнекамского гидроузла, без рек Буй (от истока до Кармановского гидроузла), Иж, Ик и Белая, речной подбассейн реки — бассейны притоков Камы до впадения Белой. Речной бассейн реки — Кама.
Код объекта в государственном водном реестре — 10010101412111100015649.